# Josef Klement z Kounic
Josef Klement hrabě z Kounic-Rietbergu (německy Joseph Clemens Graf von Kaunitz-Rietberg; 22. listopadu 1743 Vídeň – 3. února 1785 na moři u břehů Španělska) byl rakouský diplomat z moravské šlechtické rodiny Kouniců. Byl rakouským vyslancem ve Švédsku (1775–1777), Rusku (1777–1779) a velvyslancem ve Španělsku (1780–1784).

## Životopis
Narodil se jako pátý a nejmladší syn významného rakouského státníka, knížete Václava Antonína Kounice (1711–1794) a Marie Ernestiny, rozené hraběnky ze Starhembergu (1717–1749). Studoval v Jeně a Lipsku, později podnikl kavalírskou cestu cestu do Itálie. Mezitím byl jmenován císařským komořím a kariéru zahájil v úřadu svého otce jako rada dvorské kanceláře. V letech 1775–1777 byl vyslancem ve Švédsku, na sever cestoval spolu s Janem Ludvíkem Cobenzlem, který byl ve stejné době jmenován vyslancem v Dánsku. V roce 1776 podnikl Kounic dvě cesty po Švédsku, aby lépe poznal zemi. V dubnu 1777 byl jmenován vyslancem v Rusku, u petrohradského dvora měl nahradit knížete Josefa Lobkowicze, v roce 1778 se zde setkal se starším bratrem Františkem, který tu pobýval s krátkým diplomatickým poselstvím. V Rusku působil jako diplomat do října 1779, poté se vrátil do Vídně, kde ale setrval jen krátce, protože od května 1780 byl velvyslancem ve Španělsku. V Madridu nebyl úplně spokojen a ze zdravotních důvodů žádal několikrát o odvolání, k ukončení diplomatické mise nechtěl jeho otec (stále ještě ve funkci státního kancléře) dlouho svolit. Odvolán byl v září 1784 a začátkem následujícího roku odcestoval z Madridu na pobřeží. Zemřel na moři 3. února 1785 krátce po nalodění v Alicante cestou do Barcelony. Pohřben je v katedrále v Barceloně.
Jeho starší bratři Arnošt Kryštof (1737–1797) a Dominik Ondřej (1739–1812) působili taktéž v diplomacii a zastávali vysoké funkce u císařského dvora. Po otci postupně zdědili titul knížete a vlastnili rozsáhlé statky na Moravě (Slavkov, Uherský Brod, Jaroměřice nad Rokytnou).